# Camptonotus
Camptonotus es un género de grillo enrollador de hojas. Incluye las siguientes especies
- Camptonotus affinis (Rehn, 1903)
- Camptonotus americanus (Bruner, 1915)
- Camptonotus australis (Rehn, 1907)
- Camptonotus carolinensis (Gerstaecker, 1860)
- Camptonotus jamaicensis (Brunner von Wattenwyl, 1888)